# Floor Wibaut
Florentinus Marinus (Floor) Wibaut, bijnaam de Machtige (Vlissingen, 23 juni 1859 - Amsterdam, 29 april 1936), was een Nederlandse zakenman en politicus voor de SDAP.

## Levensbeschrijving

### Middelburg
Wibaut was de zoon van Florentinus Wibaut (1817-1881), handelaar in brandstoffen en reder te Vlissingen, en Wilhelmina Maria Slaat (1823-1895). In 1877 trad hij in dienst van de Houthandel G. Alberts Lzn. & Co. in Middelburg, nadat hij de Handelsschool in Amsterdam had doorlopen. In 1883 werd hij vennoot en in 1899, nadat het bedrijf was omgezet van een firma naar een naamloze vennootschap, werd hij aandeelhouder en mededirecteur. Hij was vooral belast met de nationale en internationale handelscontacten. Voor zijn werk als houthandelaar was hij wekelijks in Amsterdam, zijn internationale contacten brachten hem tot Rusland en Amerika. Hij ontwikkelde zich tot een succesvol zakenman, waarbij hij tevens een aanzienlijk vermogen opbouwde. In 1904 verhuisde hij naar Amsterdam, waar het accent van zijn leven steeds meer op de politiek kwam te liggen. Maar pas in 1914 legde hij zijn functie van directeur neer en hij bleef tot zijn dood commissaris bij de houthandel Alberts.
Zijn aanvankelijk radicaal-liberale opvattingen ten aanzien van sociale en politieke vraagstukken kon hij via zijn handelsreizen internationaal toetsen. Hij was medewerker van het Sociaal Weekblad, een radicaal-liberaal weekblad van M.W.F. Treub, maar publiceerde tevens in De Nieuwe Gids en De Kroniek vele sociaal-politieke beschouwingen. In Middelburg had hij zijn eerste ervaringen met de sociale woningbouw. In 1897 werd hij lid van de Sociaal-Democratische Arbeiderspartij (SDAP).

### Amsterdam

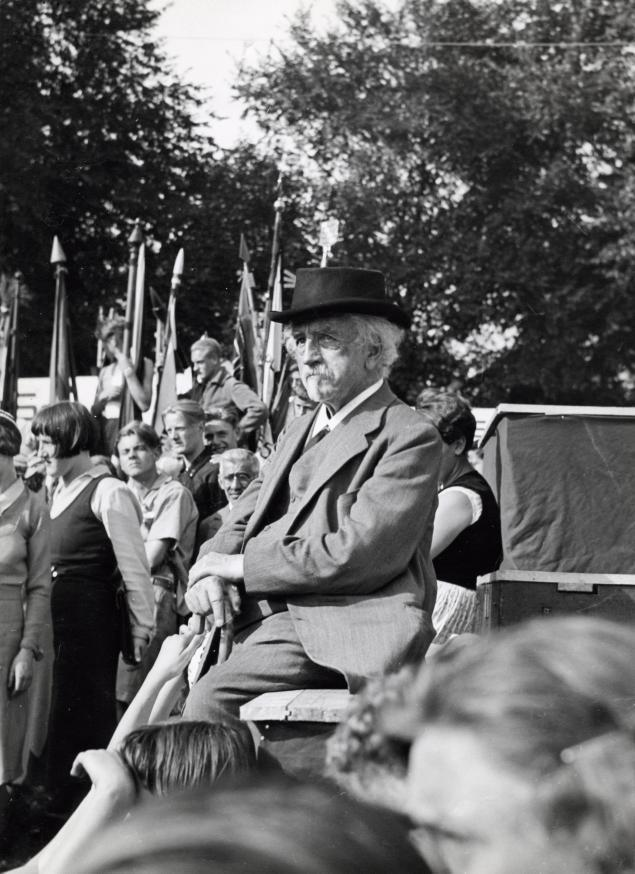
Wibaut als toeschouwer bij een S.D.A.P.-jeugdbetoging (1933)

In 1904 vestigde hij zich in Amsterdam. In 1907 werd hij lid van de gemeenteraad. Hij was wethouder van 1914 tot 1927 en van 1929 tot 1931 en bracht als zodanig veel tot stand, onder andere op het gebied van de volkshuisvesting waarbij hij arbeiderswoningen bouwde (‘Wie bouwt? Wibaut!’). Een voorbeeld daarvan is Vogeldorp in Amsterdam-Noord. Tijdens de Eerste Wereldoorlog speelde hij als voorzitter van de Levensmiddelencommissie een hoofdrol bij de voedseldistributie in de hoofdstad. Hij opende centrale keukens, zorgde voor schoolmaaltijden en voor gratis steenkool voor laagbetaalden. Hij zette Den Haag onder druk, kocht zwarte partijen op maar kon uiteindelijk het Aardappeloproer niet voorkomen.
Zijn grote inzet en invloed in de Amsterdamse gemeentepolitiek in het interbellum brachten hem zijn bijnamen ‘de Machtige’ en ‘Onderkoning van Amsterdam’.
Ook in zijn Amsterdamse periode publiceerde hij regelmatig. Via zijn vriend Pieter Lodewijk Tak werd hij redacteur van het sociaaldemocratische maandblad De Gemeente. Tevens was hij lid van Provinciale Staten van Noord-Holland (1907-1922) en van de Eerste Kamer (1922-1935), waar hij zich onder andere mengde in debatten over financieel-economische politiek.
Daarnaast was hij nauw betrokken bij diverse socialistische organisaties. Hij was lid van het Partijbestuur van de SDAP (1905-1934, met onderbrekingen). Zijn vermogen stelde hem in staat om zowel de partij als individuele personen daarin financieel te ondersteunen. Hij deed dat ook ten aanzien van de Algemene Nederlandse Diamantbewerkersbond (ANDB) en diverse coöperaties. Ook nam hij deel in het bestuur van aan de SDAP gelieerde uitgeverijen, zo was hij vanaf 1929 president-commissaris van Electrische Drukkerij Vooruitgang te Amsterdam (uitgever van het dagblad Het Volk), vanaf 1929 De Arbeiderspers.
Op internationaal terrein was hij lid van het Internationaal Socialistisch Bureau van de Tweede Internationale en lid van het Uitvoerend Comité van de Sozialistische Arbeiter-Internationale (SAI). Voorts was hij zeer actief in de internationale gemeentebeweging als voorzitter van de Internationale Stedenbond (1925-1936).
Floor Wibaut overleed op 76-jarige leeftijd. Op 2 mei 1936 werd hij te Westerveld gecremeerd.

## Huwelijk en familie
Floor Wibaut trouwde in 1885 met de latere politica en feministe Mathilde Berdenis van Berlekom. Ze hadden een "vrij huwelijk" en Wibaut maakte geen geheim van zijn vele affaires. Samen met Mathilde schreef hij in 1932 het geruchtmakende boek "Wordend huwelijk" en datzelfde jaar richtte hij een Nederlandse afdeling op van de "Weltliga für Sexualreform".
De Wibauts hadden vier kinderen: twee dochters en twee zoons. Zijn jongste zoon (Floor Wibaut jr.) ging later ook de politiek in. Zijn ene dochter Anna Maria huwde met Willem Gerrit Witteveen, ontwerper van het eerste wederopbouwplan voor de Rotterdamse binnenstad en oprichter van het ingenieursbureau Witteveen en Bos. Uit dit huwelijk werd geboren de latere minister van Financiën en voorzitter van het Internationaal Monetair Fonds de VVD'er Hendrikus Johannes (Johan) Witteveen. Zijn andere dochter Josina huwde de ingenieur en organisatieadviseur Vincent Willem van Gogh. Regisseur Theo van Gogh was hun kleinzoon. Een kleindochter, Constance Wibaut (1920-2014), was van 1953-1971 modetekenares bij Elseviers Weekblad en beeldhouwster. In 2012 werd in het Amsterdamse stadhuis een door haar vervaardigde buste van Floor Wibaut onthuld.

## Nagedachtenis

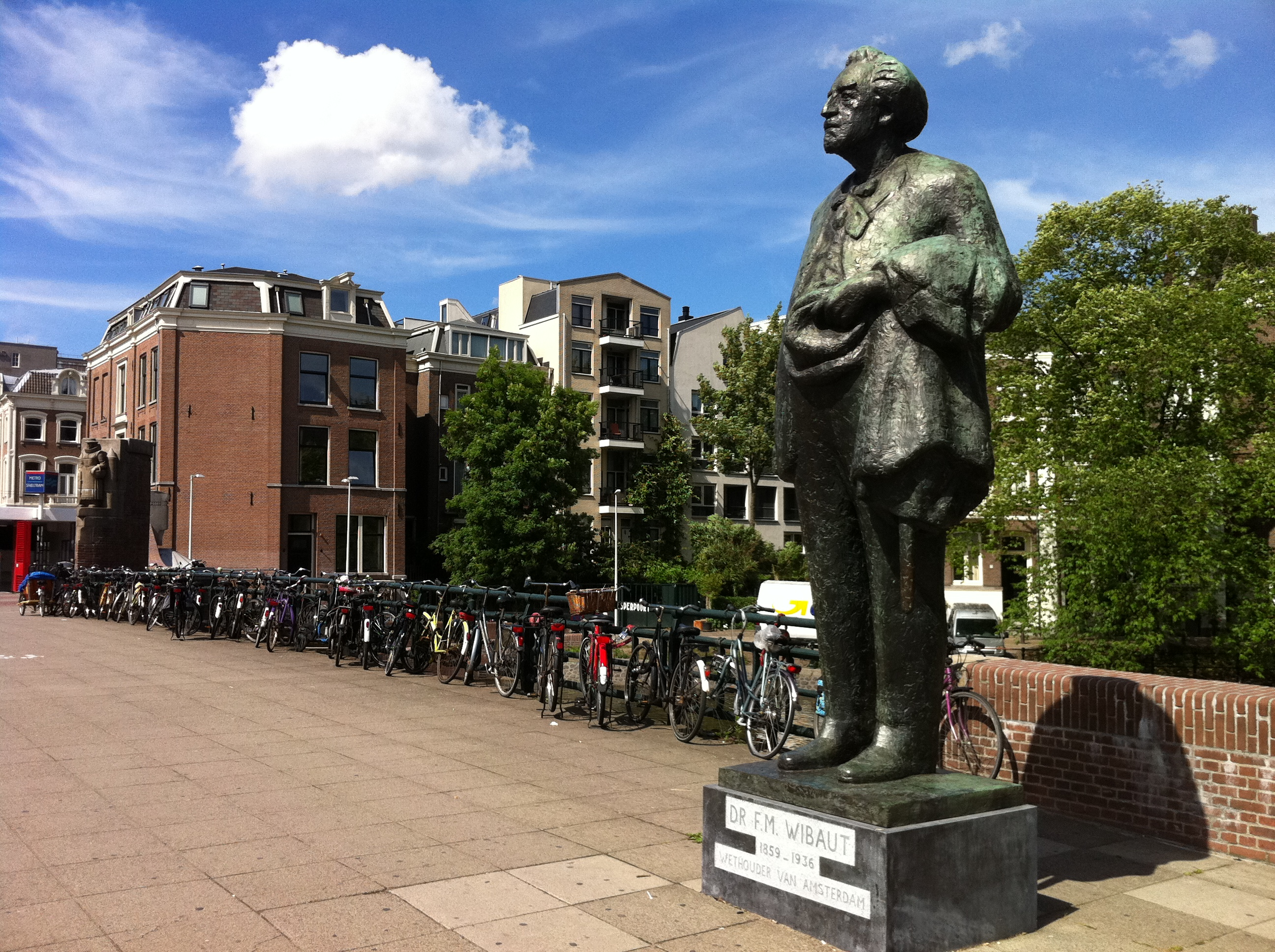
Het standbeeld van Floor Wibaut op zijn nieuwe plek

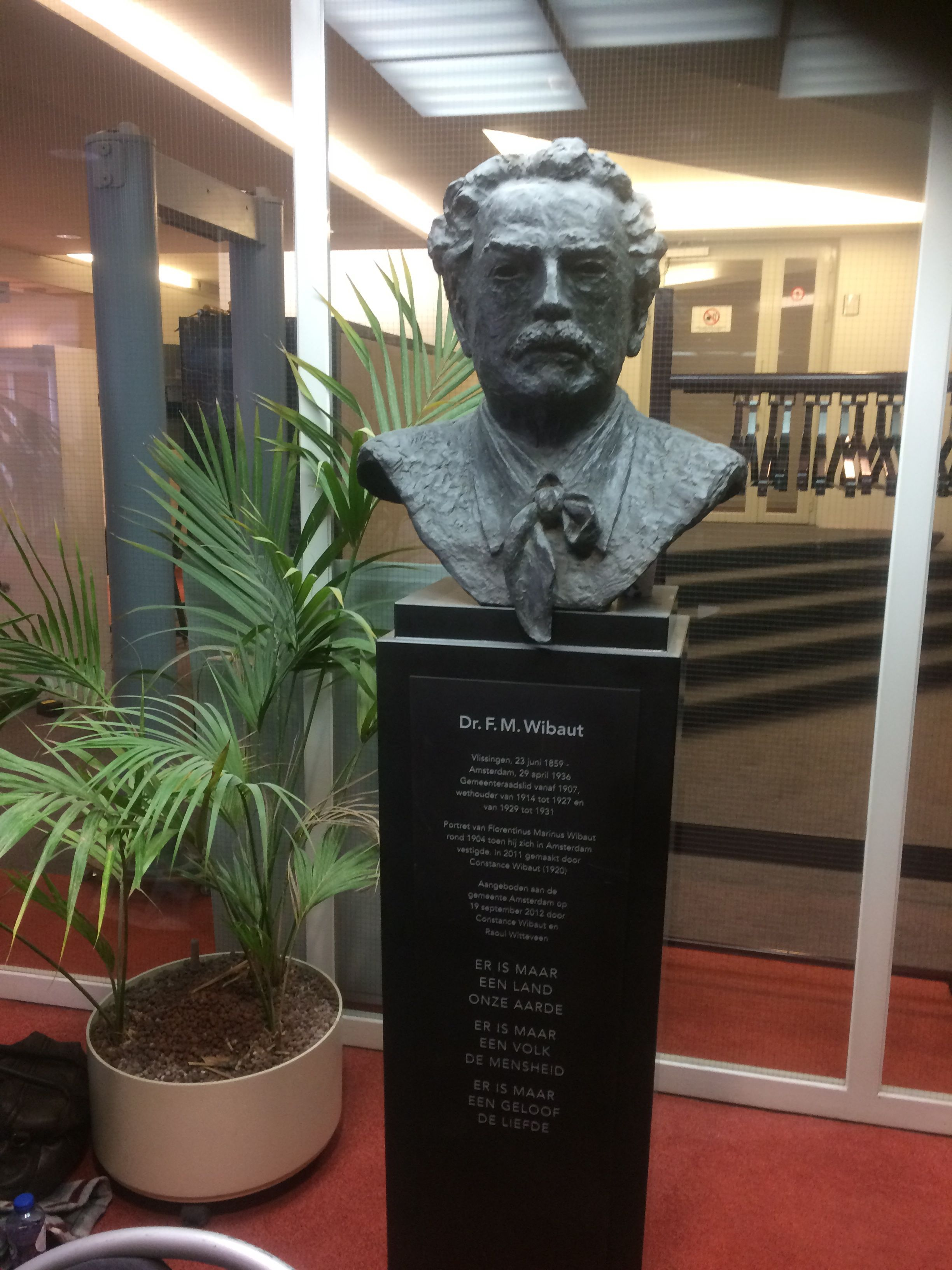
Borstbeeld van Floor Wibaut in de Stopera

In Amsterdam is een belangrijke invalsweg naar hem genoemd, de Wibautstraat. In 1963 verrees in deze straat het Wibauthuis, het kantoorgebouw waarin de Dienst der Publieke Werken werd gevestigd. In 2007 werd het Wibauthuis gesloopt om plaats te maken voor een vestiging van de Hogeschool van Amsterdam. De tevens in het gebouw gevestigde Personeelsvereniging Wibaut vond onderdak bij het Ontwikkelingsbedrijf Gemeente Amsterdam op het Weesperplein. Ook in deze grootste personeelsvereniging van de gemeente Amsterdam leeft de naam Wibaut voort. Sinds 2015 staat er weer een Wibauthuis, een vestiging van de Hogeschool van Amsterdam.
Vóór het Wibauthuis werd in 1967 het Standbeeld voor F.M. Wibaut geplaatst, vervaardigd door Han Wezelaar. De onthulling vond plaats op 18 maart 1967 door twee achterkleinkinderen van Wibaut in het bijzijn van een aantal vooraanstaande politici, waaronder Joop den Uyl. Het standbeeld was regelmatig onderdeel van betogingen, waarbij het in januari 1982 een keer van de sokkel werd getrokken. De sloop van het Wibauthuis in 2007 maakte ook een tijdelijke verwijdering van het standbeeld noodzakelijk, wat de gelegenheid gaf om het beeld grondig te restaureren. Twee jaar later werd het tijdelijk teruggeplaatst op het Rhijnspoorplein. De officiële her-onthulling vond plaats op 23 juni 2009, in het kader van het programma '150 Jaar Wibaut', een reeks van activiteiten ter gelegenheid van de 150ste geboortedag van Floris Wibaut. Vanaf (datum) staat het beeld weer op een definitieve plek op de Wibautstraat (foto).
In de Stopera staat sinds 2012 een borstbeeld van hem gemaakt door Constance Wibaut.
De Hogeschool van Amsterdam heeft in 2011 het leercentrum in het Wibauthuis geopend. Dit leercentrum heet floor en is vernoemd naar Floor Wibaut. In het leercentrum vinden openbare debatten en bijeenkomsten plaats.
Ook in Zaandam bestaat er een straat genaamd Wibautstraat en ook dit is een belangrijke invalsweg evenals in Utrecht, Maarssen en Nijmegen. De Wibautlaan in de Baarnse staatsliedenwijk en Wibautlaan in Amstelveen zijn ook naar Floor Wibaut vernoemd.
Het Centrum voor Lokaal Bestuur (CLB), de bestuurdersvereniging van de Partij van de Arbeid, organiseert sinds 1995 de Wibautlezing. Daarnaast organiseert het CLB de Wibautleergang, voor verkozen gemeenteraadsleden.

## Canon van Amsterdam
- Gas- en watersocialisme is venster nummer 32 van de Canon van Amsterdam.